# Chrysotrichia berduri
Chrysotrichia berduri är en nattsländeart som beskrevs av Wells 1990. Chrysotrichia berduri ingår i släktet Chrysotrichia och familjen smånattsländor. Inga underarter finns listade i Catalogue of Life.